# Tysk filosofi
Tysk filosofi vedrører filosofiske emner, personer og litteratur der baserer sig på tysk sprog og tradition. Begge termer må forstås i bred forstand. Den tyske filosofi er en del af vestlig filosofi og hører især til kontinental filosofi.
Tysk filosofi dækker således over de filosofiske ideer og traditioner, der er opstået i Tyskland og de tysktalende regioner. Den har haft en vigtig indflydelse på udviklingen af vestlig filosofi. Tysk filosofi er kendt for sin mangfoldighed og sine betydelige bidrag til forskellige filosofiske områder. Nogle af de vigtigste figurer i tysk filosofi er Immanuel Kant, Georg Wilhelm Friedrich Hegel, Friedrich Nietzsche, Karl Marx og Jürgen Habermas.

## Kendetegn
Den tysksprogede filosofi har haft betydning siden middelalderen, men den afgørende indflydelse stammer fra tiden fra det 17. århundrede og frem. Indtil da var den tyske filosofi overordnet set meget religiøs, og hovedsageligt præget af kristendommen, og den har siden bevaret elementer af dette.
Den nyere tyske filosofi har overvejende bestået i akademisk fagfilosofi, som er teoretisk. Vigtige filosofiske retninger som kantianisme, tysk idealisme, marxisme, fænomenologi og hermeneutik samt kritisk teori stammer fra den tyske fagfilosofi. Den tyske filosofi har haft en væsentlig indflydelse på udviklingen af den moderne akademiske fagfilosofi. Tysk filosofi har herunder haft en varig indflydelse på forskellige fagfilosofiske områder, herunder metafysik, epistemologi, etik og politisk teori. Tænkere som Immanuel Kant, Friedrich Nietzsche, Georg Wilhelm Friedrich Hegel og Martin Heidegger har ligefrem været med til at forme den vestlige filosofis hovedkurs. Tyske filosoffers ideer har påvirket områder lige fra samfundsteori og psykologi til sociologi, og efterladt et betydeligt præg på den intellektuelle og kulturelle diskurs.
Desuden er den tyske filosofi også blevet direkte praktiseret uden for de rent teoretiske universitetsrammer inden for blandt andet filosofisk pædagogik, eksistentiel psykiatri og eksistentiel terapi. Marxismen og antroposofien er andre praktiske tilgange, som har haft en stor indflydelse i hele verden.

## Middelalder og renæssance
Tysk filosofi før Leibniz var stærkt påvirket af religiøs tænkning og teologi, men den inkluderede også elementer af mysticisme, humanisme og naturfilosofi.
I middelalderen spillede tyske tænkere en betydelig rolle inden for skolastisk filosofi. Middelalderens tyske filosofi var stærkt påvirket af kristen teologi, der inkluderede tænkere som Albertus Magnus og Thomas Aquinas. Disse filosoffer arbejdede på at forbinde kristen tro med klassisk filosofi.
Tyskland var også et centrum for kristen mystik og spiritualitet i middelalderen. Berømte mystikere som Meister Eckhart og Johannes Tauler havde dyb indflydelse på den tyske åndelige tradition og var kendt for deres fokus på mystisk oplevelse og forståelse af Gud.
I renæssancen blev klassisk græsk og romersk filosofi genopdaget og studeret ivrigt. Tyskland var vært for nogle betydningsfulde humanister og filosoffer, der var engageret i dette arbejde, såsom Philipp Melanchthon og Rudolf Agricola.
Martin Luther, en tysk munk og teolog, spillede en afgørende rolle i reformationen i det 16. århundrede. Hans teologiske skrifter og reformationen i almindelighed havde dybtgående indflydelse på både religion og filosofi i Tyskland og resten af Europa. Martin Luther var først og fremmest en religiøs reformator og teolog, ikke en filosof i traditionel forstand. Selvom Luther ikke var en filosof i den klassiske forstand, havde hans tænkning og teologiske skrifter en betydelig indflydelse på udviklingen af både religiøs og filosofisk tænkning i Europa.

## Nyere tid

### Gottfried Wilhelm Leibniz
Den tyske filosof Gottfried Wilhelm Leibniz forsøgte i det 17. århundrede at forene videnskab og religion i en helhed. Han er kendt som en fortaler for rationalismen. Leibniz' metafysiske system omtales ofte som Monadologi. Kernen er begrebet monader, som er udelelige, immaterielle stoffer, der udgør virkelighedens struktur. Monader har ingen fysisk udstrækning og eksisterer uafhængigt af hinanden.
Leibniz fremsatte et berømt princip om “tilstrækkelig fornuft”, som siger, at alt, der eksisterer, har en grund til dets eksistens, og alt, der sker, har en grund til, at det sker. Han mente, at dette princip var et grundlag for at forstå virkelighedens natur.
Leibniz var en samtidig med Isaac Newton, og der var en kontrovers mellem de to om opdagelsen af infinitesimalregningen. Uanset dette forblev Leibniz en respekteret og indflydelsesrig figur i den intellektuelle historie. Han påvirkede senere filosoffer og matematikere og bidrog til udviklingen af forskellige områder af viden.

### Immanuel Kant
Den mest kendte tyske filosof er Immanuel Kant. Han fik en afgørende betydning for moralfilosofi og erkendelsesteori. Ikke mindst gennem de tre hovedværker Kritik af den rene fornuft, Kritik af den praktiske fornuft og Kritik af dømmekraften. Kant skrev blandt meget andet også om pædagogik, filosofisk antropologi, historiefilosofi og han blev også kendt for sine tanker om, at oplysning er en udgang af en selvforskyldt umyndighed.
Essensen af Immanuel Kants filosofi er indfanget af flere centrale ideer og begreber, der har haft en dyb og varig indvirkning på metafysik, epistemologi, etik og æstetik. Kants filosofi forbindes ofte med oplysningstiden og er karakteriseret ved en stringent og systematisk tilgang til at forstå naturen af menneskelig viden, moral og æstetik. Kants filosofi omfattede både teoretiske og praktiske elementer. Mens hans teoretiske filosofi fokuserede på metafysik og epistemologi, lagde hans praktiske filosofi vægt på etik og ideen om et moralsk fællesskab af rationelle væsener. Kants hovedværk, "Kritik af den rene fornuft", er en omfattende udforskning af naturen og grænserne for menneskelig erkendelse. I den udviklede han sine ideer om a priori viden, transcendental idealisme og fornuftens rolle i forståelsen af verden.
Mens hans teoretiske filosofi fokuserede på metafysik og epistemologi, lagde hans praktiske filosofi vægt på etik og ideen om et moralsk fællesskab af rationelle væsener. Kants moralfilosofi er forankret i ideen om menneskelig autonomi og moralsk frihed. Han argumenterede for, at moralske principper ikke påtvinges os eksternt, men er produkter af rationel overvejelse. At handle moralsk betyder at handle i overensstemmelse med vores egen rationelle vilje, styret af den moralske lov.
Kants religionsfilosofi er dybt sammenflettet med hans moralfilosofi. Han argumenterer for, at sand religion bør være baseret på moralske principper og den rationelle moralske lov. For Kant er moral og religion tæt forbundet, og han fremhæver de moralske pligter, som individer har. Kant præsenterer det, der ofte omtales som det "moralske argument" for Guds eksistens. Han antyder, at Guds eksistens er et nødvendigt postulat for at sikre universets moralske orden. Kant behandler også ondskabens problem i sin religionsfilosofi. Han anerkender eksistensen af ondskab i verden, men fastholder, at det ikke udfordrer eksistensen af en moralsk perfekt Gud. Han hævder, at ondskabens eksistens er et resultat af menneskets frie vilje. Mens Kants religionsfilosofi primært er rationel, erkender han også vigtigheden af religiøs erfaring. Han anerkender betydningen af følelsen af "moralsk ærefrygt" og den pligtfølelse, som individer kan opleve i deres religiøse liv.

## Moderne tid

### Tysk idealisme
Den tyske filosofi er særligt kendt for den tyske idealisme og marxismen, der på trods af deres forskelle havde et fælles udgangspunkt. I 1800-tallet fik den tyske idealisme en stor betydning, ikke mindst gennem åndsfilosoffen G.W.F. Hegel. Ifølge denne var virkeligheden udtryk for en altomfattende fornuft og altså for noget åndeligt. Det var denne fornuft, der bestemt historiens udvikling.
Kernen i Hegels filosofi er hans dialektiske metode. Han mente, at menneskelig tankegang og historie udvikler sig gennem en dialektisk proces, som involverer vekselvirkningen mellem modsatrettede ideer eller "tese" og "antitese" for at frembringe en højere, mere udviklet "syntese". Denne dialektiske proces beskrives ofte som "tese-antitese-syntese."
Hegels filosofi er en form for absolut idealisme. Han fremsatte eksistensen af en absolut virkelighed eller "Absolut Ånd", der ligger til grund for og forener hele virkeligheden, inklusive tanke, natur og historie. Denne Absolutte Ånd udvikler sig gennem en dialektisk proces mod selvrealisering og selvbevidsthed. Hegels filosofi lægger også vægt på den historiske udvikling af menneskets bevidsthed og samfund. Han mente, at historien er udfoldelsen af Verdensåndens selvbevidsthed, der fører til realiseringen af frihed og fornuft i det menneskelige samfund.
For Hegel er Gud den "Absolutte", en dynamisk og udviklende kraft, der bevæger sig mod selvrealisering og selvbevidsthed. Han troede på ideen om en udfoldende Gud, en som bliver selvbevidst over tid gennem processen med historisk og individuel udvikling. Hegel mente, at sand frihed kommer af at anerkende ens forbindelse til det Absolutte, til Gud. I denne forstand kan religion, især i dens mere udviklede former, guide individer hen imod denne erkendelse og deres sande frihed.
Friedrich Wilhelm Joseph Schelling er en tysk filosof forbundet med tysk idealisme, der udforskede åbenbaringsfilosofien i sine senere skrifter. Schellings åbenbaringsfilosofi er et forsøg på at forene filosofisk undersøgelse med religiøse og teologiske temaer. Schelling var dybt påvirket af kristendommen og var interesseret i at finde en filosofisk ramme, der kunne rumme religiøse overbevisninger. Han søgte at integrere teologi og filosofi. Centralt i Schellings åbenbaringsfilosofi er tanken om, at Guds selvåbenbaring sker i og gennem den naturlige verden. Han mente, at det skabte univers er et udtryk for Guds igangværende åbenbaring. I denne forstand er naturen en "åbenbaring" af det guddommelige. Schelling foreslog, at Gud og naturen ikke er separate enheder, men er indbyrdes forbundne og i sidste ende identiske. Denne opfattelse omtales nogle gange som "identitetsfilosofi". Han argumenterede for, at naturen er processen med Guds selvudfoldelse og selvåbenbaring.
Et tredje vigtigt navn var Johann Gottlieb Fichte. Fichte udviklede en åndelig filosofi, der understregede selvets centralitet, menneskelig frihed og moralsk udvikling. Fichte begyndte sit filosofiske system berømt med påstanden: "Jeg er jeg." Han betragtede selvet eller egoet (ofte omtalt som det "transcendentale ego") som udgangspunktet for al viden og erfaring. Efter hans opfattelse er selvet ikke passivt, men aktivt og kreativt, ansvarligt for at konstruere virkeligheden. Fichte mente, at selvbevidsthed er grundlæggende for menneskets eksistens. Selvbevidsthed opstår, når egoet konfronterer en grænse eller "ikke-ego". Denne konfrontation fører til en anerkendelse af selvet som adskilt fra den ydre verden. Det er vigtigt, at det er gennem denne proces med selvbegrænsning og selvhævdelse, at frihed opstår.Fichtes filosofi lægger stor vægt på moralske værdier og den moralske vilje. Han argumenterede for, at ægte selvbevidsthed involverer at anerkende sin moralske pligt og stræbe efter at handle i overensstemmelse med den. Den moralske vilje ses som det højeste udtryk for menneskelig frihed og vejen til moralsk udvikling. Fichte mente, at den moralske vilje og udøvelse af moralsk pligt er central for menneskets eksistens. Han så den moralske lov som en manifestation af den guddommelige vilje. I denne forstand er Gud et moralsk ideal, der styrer menneskets handlinger og moralsk udvikling.
De tyske idealister delte alle troen på, at den ultimative virkelighed er åndelig eller ideel snarere end materiel. De understregede den vigtighed, som menneskelig tankegang og bevidsthed i at forme verden

### Romantik
Tysk romantik, eksemplificeret af tænkere som Friedrich Schlegel, Novalis og Friedrich Hölderlin, fejrede naturens skønhed og udforskede ofte ideen om den guddommelige eller spirituelle tilstedeværelse i den naturlige verden. De lagde vægt på intuition, følelser og den åndelige sammenhæng mellem alle ting. Tilgangen var præget af en dyb påskønnelse af de følelsesmæssige, individuelle og åndelige eller spirituelle aspekter af den menneskelige eksistens og havde en betydelig indflydelse på litteratur, kunst, musik og filosofi.
Tyske romantiske filosoffer hyldede individet og lagde stor vægt på subjektivitet. De mente, at individets følelser, oplevelser og intuition var centrale for at forstå virkeligheden og sandheden. Denne vægt på subjektivitet og oplevelse markerede en afvigelse og en afstandtagen og fra oplysningstidens vægt på fornuft og rationalitet.

### Transcendental idealisme og pessimisme
Arthur Schopenhauer udviklede sit eget unikke metafysiske system, der afveg væsentligt fra den tyske idealisme. Hans filosofi kategoriseres ofte som en form for transcendental idealisme, men den inkorporerer også elementer af pessimisme, der understreger den lidelse, der ligger i den menneskelige eksistens og dominansen af "viljen" som den grundlæggende kraft i verden. Ifølge Schopenhauer er viljen den afgørende drivkraft bag alt levende, hvilket medfører, at livet i sit dybeste væsen altid er lidelse.

### Marxisme
Karl Marx grundlagde en mere politisk filosofi, der modsat betonede materialismen. Han er ophav til marxismen og er især kendt for sit værk Kapitalen. Han var inspireret af Hegel men mente, at samfundet udviklede sig gennem klassekampen, der ville ende med det kommunistiske samfund. Marx fik en stor betydning for praktisk politik over hele verden.
Marx' filosofi bliver ofte forbundet med historisk materialisme, en teori, der betragter historien som en række økonomiske stadier drevet af ændringer i produktionsmidlerne. Marx mente, at økonomiske systemer, såsom feudalisme og kapitalisme, formede de sociale og politiske strukturer i deres respektive epoker.
Centralt i Marx' tankegang er begrebet klassekamp. Han hævdede, at samfund gennem historien har været præget af konflikter mellem forskellige samfundsklasser, primært bourgeoisiet (ejere af produktionsmidlerne) og proletariatet (arbejderklassen). Marx mente, at disse klassekampe i sidste ende ville føre til kapitalismens omstyrtelse.
Marx var kritisk over for kapitalismens virkninger på individet. Han hævdede, at i et kapitalistisk system bliver arbejdere fremmedgjorte fra deres arbejde, fordi de ikke har kontrol over produktionsmidlerne, og deres arbejde er varemærket. Dette fører til en følelse af magtesløshed og fremmedgørelse fra produkterne af deres arbejde.
Marx forestillede sig kommunismen som historiens ultimative mål. I et kommunistisk samfund ville der ikke være noget privat ejerskab af produktionsmidlerne, og rigdom og ressourcer ville være kollektivt ejet og kontrolleret af samfundet.
Marx så staten som et redskab for den herskende klasse til at bevare kontrollen og beskytte bourgeoisiets interesser. Han mente, at staten ville visne hen i et kommunistisk samfund, da klasseforskelle og behovet for statstvang forsvandt. Marx mente, at en proletarisk revolution, ledet af arbejderklassen, ville være nødvendig for at vælte kapitalismen og etablere et kommunistisk samfund. Han så denne revolution som et uundgåeligt resultat af modsætningerne og konflikterne inden for det kapitalistiske system.

### Eksistensfilosofi og nihilismekritik
Schopenhauer var en inspiration for Friedrich Nietzsche, der dog endte med at gå sine egne veje. Nietzsche kritiserede hele den europæiske rationalisme og lagde vægt på en mere direkte livsudfoldelse. Han tog afstand fra den akademiske fagfilosofi, som han mente var blevet for teoretisk og havde fjernet sig fra det konkrete liv. Nietzsche var også kendt for sin kritik af kristendommen, hvis plads han mente blot var blevet overtaget af videnskab og ideologi uden at skabe forbedringer.
Nietzsche er også kendt for sin kritik af nihilismen, som han så som en konsekvens af faldet af religiøse og metafysiske overbevisninger i den moderne verden. Nihilisme er troen på, at livet mangler iboende mening, værdi eller formål. Nietzsche udforskede farerne ved nihilisme og behovet for at overvinde den ved at skabe sine egne værdier og omfavne viljen til magt som en drivkraft til selvbekræftelse.

### Livsfilosofi
Den tyske filosof Wilhelm Dilthey grundlagde en mere akademisk livsfilosofi, der var baseret på hermeneutik. Ifølge Dilthey er mennesket et historisk væsen med et liv, der må forstås ved hjælp af åndsvidenskab snarere end naturvidenskab. Mennesket er nemlig ikke bare et naturvæsen.
Dilthey var interesseret i at forstå menneskets liv og oplevelse, som det leves. Han mente, at traditionelle videnskabelige metoder, som fokuserede på forklaring og kausalitet, var utilstrækkelige til at forstå kompleksiteten i den menneskelige eksistens.
Dilthey understregede vigtigheden af historisk og kulturel kontekst i forståelsen af menneskelige handlinger og oplevelser. Han argumenterede for, at for at forstå et individ eller et samfund, må man tage hensyn til de historiske og kulturelle forhold, som former deres liv.

### Antroposofi
Den østrigske filosof Rudolf Steiner er kendt som grundlægger af antroposofien, der har rødder i den tyske åndsfilosofi og er en filosofisk bevægelse, som findes over hele den vestlige verden. Steiner var især påvirket af Johann Wolfgang von Goethe og af den tyske idealisme, særligt Kant, Schelling og Hegel. Hans tilgang bygger på, at mennesket er et åndeligt væsen, som i sin helhed består af legeme, sjæl og ånd. Gennem antroposofien opfordres enkeltmennesket til at søge åndelig erkendelse. Antroposofi er således en filosofi, der søger at udforske de åndelige dimensioner af tilværelsen, samtidig med at den engagerer sig i praktiske aspekter af livet, såsom uddannelse, sundhed og kunst. Steinerpædagogik blev blandt andet grundlagt af Steinar som en anvendelse af hans filosofi i praksis. Guenther Wachsmuth var en anden tidlig antroposof, der blandt andet skrev om det æteriske.

### Fænomenologi
Fænomenologien er en af de mest betydningsfulde retninger i tysk filosofi. Den tyske matematiker og fagfilosof Edmund Husserl grundlagde ved overgangen til det 20. århundrede den moderne fænomenologi. Den er en filosofi om bevidsthedens oplevelser. Ifølge Husserl måtte bevidstheden studerens kvalitativt og på en anden måde, end naturvidenskaberne gjorde.
En kendt kristen feministisk fænomenologisk filosof var Edith Stein, der var forbundet med Husserl. Midt i sine akademiske studier gennemgik Edith Stein en betydelig personlig og spirituel forvandling. Påvirket af filosoffen Edmund Husserls skrifter og hendes eksponering for den hellige Teresa af Ávilas værker, konverterede hun til katolicismen i 1922 og tog navnet "Teresa Benedicta fra korset." Edith Stein var en bemærkelsesværdig filosof, og hun bidrog til fænomenologien med skrifter om empati. Hun udforskede også temaer relateret til kvinder og deres rolle i samfundet.  I 1933 sluttede Edith Stein sig til karmelitterordenen og søgte et liv i kontemplation og hengivenhed. Da nazisterne kom til magten i Tyskland, blev Edith Stein, som en jødisk konverteret til katolicismen og en fremtrædende skikkelse, udsat for forfølgelse. I 1942 blev Edith Stein og hendes søster arresteret af Gestapo og transporteret til Auschwitz koncentrationslejr, hvor de blev dræbt i gaskamrene den 9. august 1942. I 1987 blev hun helgenkåret.

### Eksistentiel fænomenologi og værenshistorie
I det 20. århundrede fik fagfilosoffen Martin Heidegger en stor betydning. Han var elev af Husserl og grundlagde den eksistentielle fænomenologi med værket Sein und Zeit (Dansk Væren og tid). Her så han på væren ud fra menneskets eksistens. Heideggers værk begynder med et grundlæggende spørgsmål: Hvad vil det sige at være? Han hævder, at traditionel vestlig filosofi har overset spørgsmålet væren til fordel for undersøgelse af specifikke essenser. Han søger at adressere dette ved at engagere sig i en dyb eksistentiel undersøgelse af menneskets eksistens. Heidegger introducerer her begrebet "Dasein", som refererer til den menneskelige eksistens. Dasein er ikke blot et individ, men er karakteriseret ved dets unikke evne til selvbevidsthed, forståelse og engagement i verden. Heidegger undersøger Daseins eksistens på forskellige måder, såsom egentlighed og uegentlighed.
Senere ændrede han sit projekt i en mere værenshistorisk retning. Nu havde væren en historie og opgaven var tænkning af væren. Dette koncept repræsenterer et grundlæggende skift i hans tænkning og er centralt for hans senere værker, især i hans senere forelæsninger og essays. At forstå Heideggers idé om værenshistorie er afgørende for at forstå hans senfilosofi.
Heidegger mente, at der gennem hele den vestlige filosofis historie var sket en gradvis forglemmelse eller negligering af spørgsmålet om selve "væren". Filosoffer havde fokuseret på ting og deres karakteristika, men havde stort set ignoreret spørgsmålet om, hvad det vil sige for noget "at være". Heidegger så den vestlige filosofis historie som domineret af metafysik, som han betragtede som en tradition for at tænke på væsener uden at stille spørgsmålstegn ved væsenets natur. Metafysik havde efter hans opfattelse sløret det ægte spørgsmål om væren ved at reducere det til abstrakte begreber og kategorier. Heidegger mente, at det var nødvendigt at genoplive spørgsmålet om væren.
Heideggers senfilosofi bliver ofte omtalt som hans “vending”, og den er karakteriseret ved et skifte i fokus fra de tidligere eksistentielle bekymringer til mere kontemplative og meditative temaer. Selvom den ikke er egentligt religiøs, har nogle aspekter af hans senfilosofi spirituelle dimensioner.

### Hermeneutik
Inden for fagfilosofien blev Heidegger blandt andet en vigtig inspiration for Hans-Georg Gadamer, der videreudviklede den filosofiske hermeneutik. Hermeneutisk filosofi, ofte omtalt som hermeneutik, er en filosofisk tilgang, der beskæftiger sig med fortolkning og forståelse af tekster, symboler og andre udtryksformer. Udtrykket "hermeneutik" er afledt af det græske ord "hermēneutikē", som betyder kunsten at fortolke eller oversætte. Hermeneutikkens hovedfokus er at udforske de processer og principper, der er involveret i at forstå og give mening med menneskelig kommunikation, især i forbindelse med skriftligt eller talt sprog.
Fremtrædende tyske filosoffer forbundet med hermeneutik omfatter Friedrich Schleiermacher, Wilhelm Dilthey og Hans-Georg Gadamer. Deres værker har i høj grad påvirket udviklingen af hermeneutisk filosofi og dens anvendelser i forskellige akademiske og praktiske områder.

### Sprogfilosofi
Den tyske filosof Gottlob Frege fik en betydning for sprogfilosofien. Centralt i Freges sprogfilosofiske arbejde står værket Über Sinn und Bedeutung. Heri indfører Frege en distinktion mellem reference, som er det objekt, et navn henviser til, og mening som er den måde, navnet giver referencen udtryk.
Den østrigske filosof Ludwig Wittgenstein var inspireret af Frege fik en endnu større betydning for moderne sprogfilosofi. Wittgenstein hævder i Tractatus Logico-Philosophicus, at sprog og verden er nært forbundne. Han argumenterer for, at det meste filosofisk forvirring opstår på grund af misforståelser af sproget. Han beskriver derfor en "billedteori" om sprog, hvor sætninger i sproget afspejler virkelige tilstande i verden. Wittgenstein hævder dog, at der er grænser for, hvad der kan siges eller tænkes logisk og rationelt. Tractatus berører også etiske og æstetiske spørgsmål og antyder, at disse områder ligger uden for det, der kan udtrykkes klart i sprog, men ikke desto mindre er vigtige. Ifølge hans senere filosofi må sprog forstås praktisk som sprogspil, og han var særligt optaget af etik og religion.

### Frankfurterskolen
Frankfurterskolen var en kritisk socialfilosofi, der i begyndelsen talte fagfilosofiske samfundskritikere som Max Horkheimer, Theodor W. Adorno, Herbert Marcuse, Walter Benjamin og Erich Fromm. Tilgangen kaldes også kritisk teori og lagde vægt på at beskrive det normative grundlag for, at man kan kritisere samfundet. I begyndelsen var Marx en vigtig inspiration, men i en afstandtagen til den østeuropæiske kommunisme.
Senere navne er Jürgen Habermas, Axel Honneth og Hartmut Rosa. Moderniteten er ifølge Jürgen Habermas et samspil mellem systemer og kommunikation. Der eksisterer to grundlæggende og væsensforskellige fællesskaber. De systemiske og de intersubjektive: System og livsverden. Stat og marked er systemiske fællesskaber, det civile samfund (livsverdenen) er interpersonel. Hartmut Rosa har en kritisk teoretisk tilgang og arbejder med acceleration og fremmedgørelse i højhastighedssamfundet

### Filosofisk psykoanalyse, psykiatri og pædagogik
Psykoanalysen betragtes ikke som en konventionel filosofi, men tilgangen har filosofiske implikationer. Sigmund Freuds filosofi handler om forståelsen af det menneskelige sind, det ubevidste, og hvordan det påvirker vores adfærd. Han introducerede begreber som psykoseksuel udvikling, forsvarsmekanismer og drømmetydning, og hans arbejde har haft stor indflydelse på psykologi og kulturstudier og filosoffer som Herbert Marcuse.
I 1930’erne integrerede en af Freuds elever, psykiateren Ludwig Binswanger, fænomenologien og eksistensfilosofien i psykiatrien og udviklede en eksistenspsykiatri ved navn Daseinsanalyse. Tilsvarende integrerede den østrigske læge og filosof Viktor Frankl filosofien i psykoterapien og udviklede logoterapien. I den tilgang er der et fokus på livsmening.
Den tyske filosof Otto Bollnow brugte indsigter fra eksistentiel filosofi til at udarbejde en nyere eksistentiel pædagogik, hvor det er eksistensen, der er i fokus for opdragelse og dannelse. Bollnow lagde blandt andet vægt på den pædagogiske betydning af mødet. Desuden betoner han, hvordan livet kræver valg.
Den sokratiske dialogmetode blev genopdaget af den tyske filosof Leonard Nelson i 1922.. Her bruges dialogen til at nå frem til svar på spørgsmål. Metoden bruges gerne i filosofisk undervisning og filosofi med børn.

### Feministisk filosofi
I Tyskland blev den feministiske filosofi for alvor grundlagt i 1960’erne, da Karin Schrader-Klebert udgav et skrift om kvindebevægelsens kulturrevolution. Siden har den feministiske filosofi fået en stadig større betydning i den tysktalende verden.
Ifølge den tyske filosof Ruth Hagengruber er kvinders bidrag blevet holdt ude af filosofihistorien og må genoprettes og indsættes i fortællingen om filosofiens udvikling. Ruth Hagengruber er i øjeblikket professor og filosofleder ved Universitetet i Paderborn. Hun har specialiseret sig i kvindelige filosoffers historie samt økonomi og datalogi og er specialist i Émilie Du Châtelet. Hagengruber er direktør for Center for Kvindelige Filosoffers og Videnskabsfolks Historie og grundlægger af forskningsområdet EcoTechGender. Hun opfandt Libori Summer School og er skaberen af Encyclopedia of Concise Concepts of Female Philosophers, som hun er chefredaktør for sammen med Mary Ellen Waithe. Hagengrubers forskning er dedikeret til revisionen af den patriarkalske historie, specielt til genopdagelse af kvinders bidrag til filosofiens historie og økonomiens historie med fokus på cirkel- og universalitetsbaseret økonomi som en tilgang til inklusiv økonomisk etik. Hun har publiceret skrifter om værditeori i feministisk økonomi, og hun reflekterer over teknisk design fra et feministisk (og inklusivt) synspunkt, såsom en anden tilgang til arbejdskraft og en dyb anerkendelse af kreative færdigheder
Antje Schrupp (født 22. september 1964 i Weilburg, Hessen) er en tysk statsforsker og forfatter. I 2004 udgav Antje Schrupp sammen med Dorothee Markert, Ina Praetorius og andre, teksten Gutes Zusammenleben im ausgehenden Patriarchat, der går ind for en grundindkomst, som er uafhængig af præstationer. Siden da har hun gentagne gange udtalt sig for en ubetinget borgerløn, som forfatter, foredragsholder og aktivist. Hun har desuden udtalt sig om religiøse emner og mener at Gud bør fremstilles som en kvinde.

## I Danmark
Tysk filosofi har haft en meget stor indflydelse på danske sammenhænge, og historisk har især marxismen påvirket dansk samfunds- og kulturliv. Antroposofien har også haft en udbredelse i Danmark ud over universitetsverdenen, og der findes flere skoler og daginstitutioner baseret på tilgangen. Hertil kommer Niklas Luhmann inden for samfundsområdets offentlige institutioner.
Tysk filosofi har haft en betydelig indflydelse på dansk filosofi, især i det 19. og 20. århundrede. Tyske filosoffer som Immanuel Kant, Johann Gottlieb Fichte, Friedrich Schelling og Georg Wilhelm Friedrich Hegel spillede en afgørende rolle i udformningen af dansk filosofisk tankegang. Danske filosoffer som Hans Christian Ørsted og Johan Ludvig Heiberg var dybt påvirket af den tyske idealisme, som understregede fornuftens rolle og tænkningens og virkelighedens enhed.
I det 19. århundrede blev danske filosoffer som Søren Kierkegaard også påvirket af tyske filosoffer. Kierkegaard er især kendt for sine eksistentialistiske ideer om individuelle valg, tro og subjektiv erfaring. Den danske filosof Georg Brandes spillede en central rolle i at introducere Friedrich Nietzsches filosofi til Skandinavien. Dette fik varig indflydelse på dansk litteratur og tankegang. I det 20. århundrede bidrog den danske filosof Knud Ejler Løgstrup til udviklingen af den eksistentielle fænomenologi, og han var påvirket af værker af tyske filosoffer som Martin Heidegger og Edmund Husserl. Disse to filosoffer fik i det hele taget en stor indflydelse på dansk filosofi, og mange andre danske filosoffer indarbejdede også den enes eller begges ideer i deres egen filosofi.
Adskillige tyske fagfilosoffer er oversat til dansk, og Poul Lübcke giver blandt andet en introduktion til akademisk tysk fagfilosofi i bogen Vor tids filosofi: Engagement og forståelse. Anders Moe Rasmussen og Morten Ziethen har redigeret antologien System, frihed og virkelighed, der mere specifikt giver en indføring i den tyske idealismes hovedpositioner. Ole Morsing, Peter Thielst og Sverre Raffnsøe er blandt de danskere, som har skrevet introduktioner til Friedrich Nietzsches filosofi. Dan Zahavi har lavet en indføring i Edmund Husserls filosofi, og Søren Gosvig Olesen, Thomas Schwarz Wentzer og Peter Aaboe Sørensen er blandt de nulevende danskere, der har skrevet introduktioner til Martin Heideggers filosofi.

## Store tyske filosoffer
- Gottfried Wilhelm Leibniz
- Immanuel Kant
- Friedrich Schlegel
- Wilhelm von Humboldt
- G. W. F. Hegel
- Johann Gottlieb Fichte
- Friedrich Schelling
- Arthur Schopenhauer
- Friedrich Nietzsche
- Wilhelm Dilthey
- Karl Marx
- Friedrich Engels
- Edmund Husserl
- Rudolf Steiner
- Max Stirner[83]
- Martin Heidegger
- Viktor Frankl
- Edith Stein
- Leonard Nelson
- Ludwig Wittgenstein
- Walter Benjamin
- Hans-Georg Gadamer
- Theodor Adorno
- Max Horkheimer
- Herbert Marcuse
- Jürgen Habermas
- Axel Honneth
- Hartmut Rosa